# Densità di popolazione

Mappa della densità di popolazione nei vari stati.

La densità di popolazione è una misura del numero di persone che abitano in una determinata area (che può includere o meno le superfici delle acque interne). In senso più esteso la densità di popolazione non si riferisce solamente agli esseri umani, ma può essere estesa con riferimento a popolazioni di qualsiasi organismo vivente.

## Descrizione
Normalmente si misura in "abitanti per chilometro quadrato" (ab./km²). Il valore si ottiene semplicemente dividendo il numero di abitanti di un determinato territorio per la superficie del territorio stesso.
Molti dei territori più densamente popolati al mondo sono città, come Singapore, Hong Kong e Monaco. Questi territori hanno un'area relativamente piccola e un alto livello di urbanizzazione. Lo stato del mondo con la maggior densità di popolazione senza avere un'estensione territoriale limitata è il Bangladesh, dove 153 milioni di abitanti popolano i fertili terreni coltivabili della pianura del bacino del fiume Gange, con una densità di 1000 ab./km². Il territorio con la minore densità di popolazione è invece la Groenlandia con una densità di 0,03 ab./km².

### Densità di popolazione mondiale
La densità di popolazione media del mondo è di 54 persone per chilometro quadrato. Attualmente la popolazione mondiale ammonta a 8 055 800 000 persone circa. 
La superficie terrestre è di 510 milioni di chilometri quadrati, della quale 149 sono in terraferma. 

Densità della popolazione per km² nel 2006 per singolo paese.

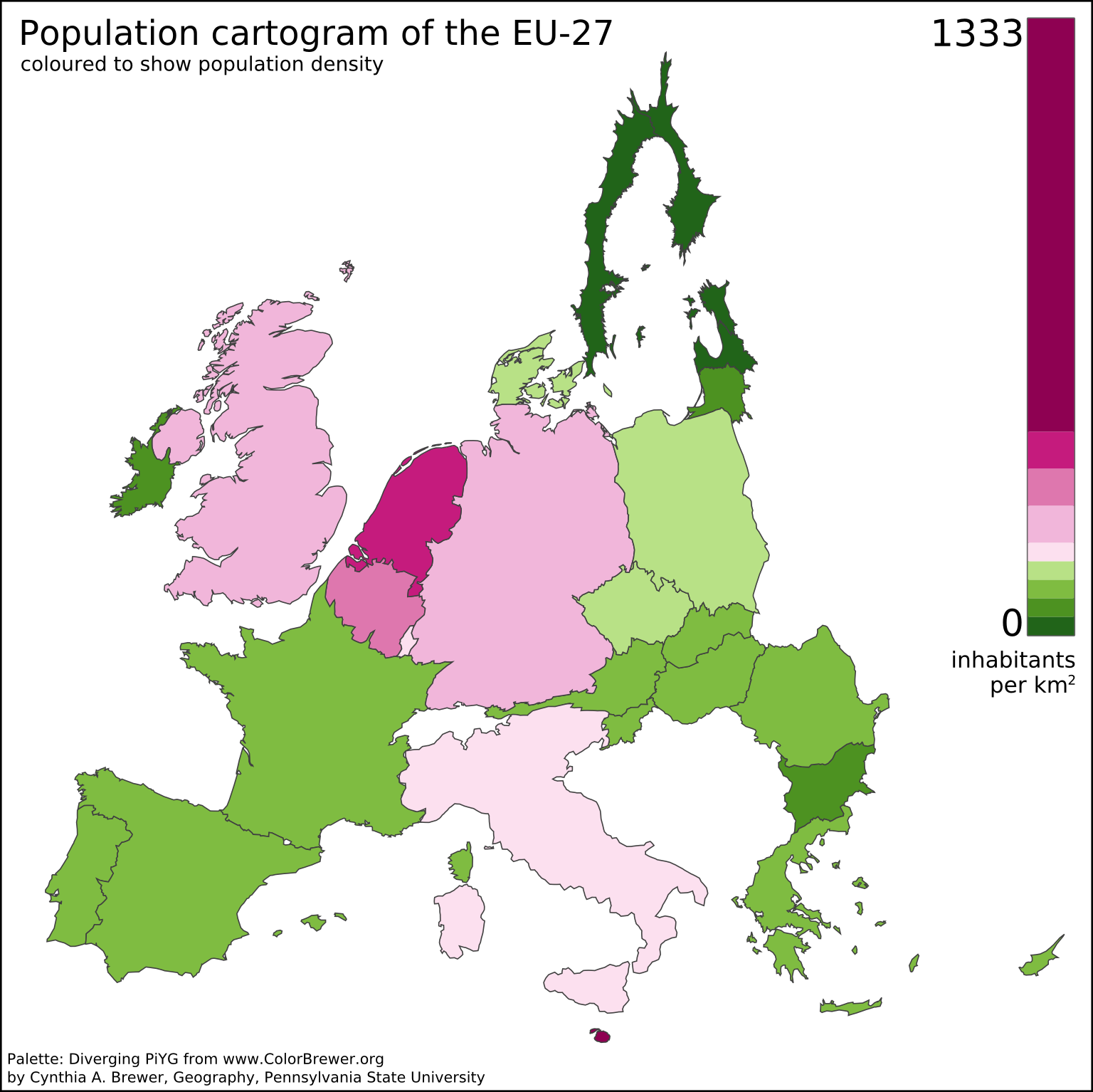
La mappa si esprime utilizzando le aree invece dei colori.

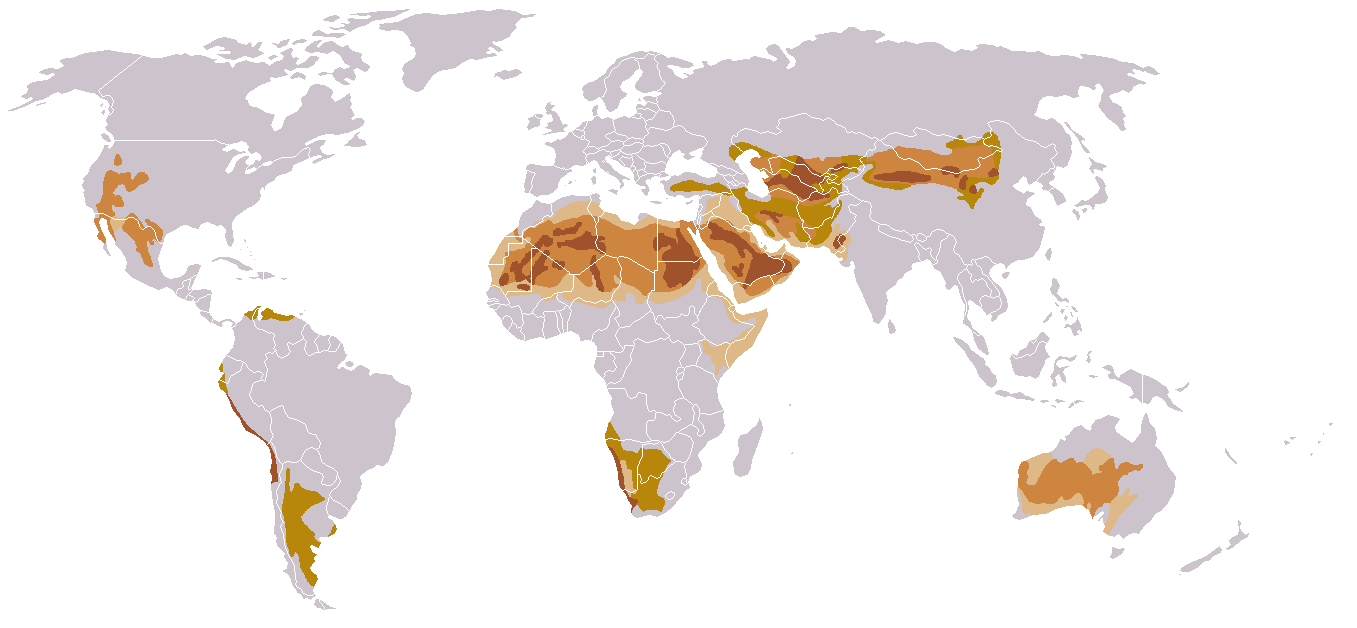
Desertificazione del mondo.

### I dieci paesi più densamente popolati
| Classifica | Paese              | Popolazione | Area (km2) | Densità (Pop./km2) |
| ---------- | ------------------ | ----------- | ---------- | ------------------ |
| 1          | Monaco             | 39 050      | 2,08       | 18149              |
| 2          | Singapore          | 5 917 600   | 734,3      | 8059               |
| 3          | Bahrein            | 1 463 265   | 786,5      | 1860               |
| 5          | Maldive            | 515 132     | 298        | 1729               |
| 6          | Malta              | 519 562     | 316        | 1644               |
| 7          | Bangladesh         | 169 828 911 | 148 460    | 1144               |
| 8          | Città del Vaticano | 524         | 0,49       | 1069               |
| 9          | Palestina          | 5 483 450   | 6 020      | 911                |
| 10         | Taiwan             | 23 894 394  | 36 197     | 660                |

| Classifica | Paese         | Popolazione   | Area (km2) | Densità (ab./km2) |
| ---------- | ------------- | ------------- | ---------- | ----------------- |
| 1          | Bangladesh    | 169 828 911   | 148 460    | 1144              |
| 2          | Taiwan        | 23 894 394    | 36 197     | 660               |
| 3          | Ruanda        | 14 300 391    | 26 338     | 543               |
| 4          | Corea del Sud | 51 966 948    | 100 413    | 518               |
| 5          | Burundi       | 13 238 559    | 27 834     | 440               |
| 6          | India         | 1 428 627 663 | 3 287 263  | 435               |
| 7          | Haiti         | 11 724 764    | 27 750     | 423               |
| 8          | Paesi Bassi   | 17 821 419    | 42 531     | 419               |
| 9          | Belgio        | 11 697 557    | 30 689     | 381               |
| 10         | Sri Lanka     | 22 037 000    | 65 610,2   | 336               |

### I dieci paesi meno densamente popolati
| Classifica | Paese      | Popolazione | Area (km2) | Densità (ab./km2) |
| ---------- | ---------- | ----------- | ---------- | ----------------- |
| 1          | Mongolia   | 3 227 863   | 1 564 116  | 2                 |
| 2          | Australia  | 27 093 600  | 7 688 287  | 4                 |
| 3          | Namibia    | 3 022 041   | 825 615    | 4                 |
| 4          | Canada     | 40 528 396  | 9 984 670  | 4                 |
| 5          | Libia      | 7 252 573   | 1 759 541  | 4                 |
| 6          | Suriname   | 632 638     | 163 820    | 4                 |
| 7          | Guyana     | 817 607     | 214 969    | 4                 |
| 8          | Islanda    | 376 248     | 103 125    | 4                 |
| 9          | Mauritania | 4 244 878   | 1 030 000  | 4                 |
| 10         | Botswana   | 2 675 352   | 581 730    | 5                 |